# Premi Candelabro de Oro
El Premi Candelabro de Oro (en espanyol: Premio Candelabro de Oro) és un guardó atorgat anualment per la filial uruguaiana de B'nai B'rith.

## Història
El premi va ser creat el 1986, quan el jurat Alberto Candeau va tenir la iniciativa de reconèixer la trajectòria d'artistes uruguaians. El guardó no s'entrega necessàriament tots els anys.
Però es lliura simultàniament al costat de l'Premi Fraternitat que va ser creat el 1982.
El premi va ser declarat d'interès nacional.

## Guardonats
- 1986, Armonía Somers
- 1987, Carlos González
- 1988, Maruja Santullo
- 1989, Ricardo Storm
- 1990, María de Montserrat
- 1991, Américo Spósito
- 1993, Héctor Tosar
- 1994, Luce Fabbri
- 1995, Amalia Polleri
- 1996, Estela Medina
- 1997, Abel Carlevaro
- 1999, Amalia Nieto
- 2000, Dahd Sfeir
- 2001, Nibya Mariño
- 2002, Amanda Berenguer
- 2003, Rodolfo Uricchio
- 2005, Jorge Risi
- 2006, Juan Carlos Legido
- 2007, Carlos Jaureguy y María Olga Piria
- 2008, Jaime Yavitz
- 2010, Ferruccio Musitelli
- 2012, Hebe Rosa
- 2013, Federico García Vigil
- 2015, Dino Armas.[5]
- 2017, Vera Heller.[6]